# Petar Pavlović (cầu thủ bóng đá, sinh 1997)
Petar Pavlović (sinh ngày 28 tháng 7 năm 1997) là một cầu thủ bóng đá người Áo. Anh thi đấu cho SC Austria Lustenau.

## Sự nghiệp câu lạc bộ
Anh ra mắt tại Giải bóng đá hạng nhất quốc gia Áo cho SC Austria Lustenau vào ngày 12 tháng 9 năm 2017 trong trận đấu trước Floridsdorfer AC và ghi bàn trong màn ra mắt.